# Perubalsem

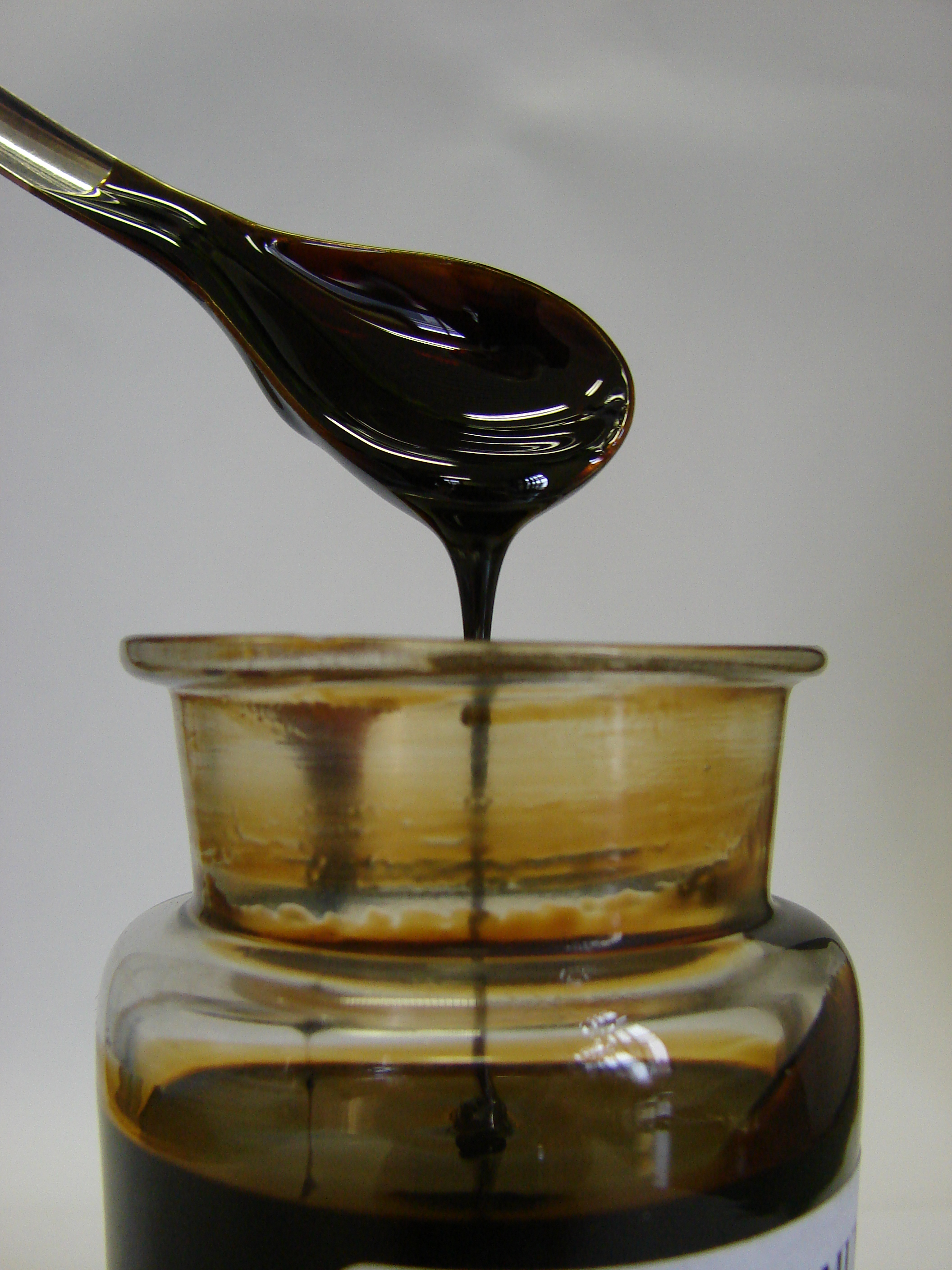
Perubalsem

Perubalsem is een hars die wordt gewonnen uit de bast van de Myroxylon pereirae, een Zuid-Amerikaanse boom. De hars werd vroeger gebruikt in cosmetica en parfums. Het gebruik is sinds 2005 verboden voor cosmetica. Het mag wel in gezuiverde vorm gebruikt worden (maximaal 0,4%). Het gaat dan om een destillaat (perubalsemolie) of een extractie (perubalsem absolute). Perubalsem bestaat uit vele verschillende stoffen; de samenstelling kan wisselen. Belangrijke componenten zijn benzylbenzoaat, kaneelaldehyde en verschillende andere cinnamaten (kaneelachtige stoffen).
Een vroeger bekende zalfnaam waar perubalsem in verwerkt was is Perucin, in het bekende blauwe blikje. Vanwege het soms ontstaan van allergische reacties niet meer verkrijgbaar.

## Allergie voor perubalsem
Tamelijk veel mensen reageren allergisch op perubalsem. In West-Europa reageert ongeveer 6% van de geteste mensen. Daarmee is het een van de meest voorkomende allergieën. De stof is opgenomen in de Europese standaardreeks met 26 stoffen die gewoonlijk worden getest bij allergietesten (plakproef).
Iemand die allergisch reageert op perubalsem, reageert vaak ook op een of meer parfumbestanddelen. Het wordt daarom gezien als een indicator voor een parfumallergie. Ook kan zo iemand allergisch zijn voor stoffen die voorkomen in de schil van citrusvruchten.
Naast contactallergie komen ook onmiddellijke reacties (roodheid, jeuk, zwelling) voor, maar deze ontstaan waarschijnlijk niet via het afweersysteem, maar door directe inwerking van de stof (zoals irritatie).